# Pinnlilja
Pinnlilja (Dracaena angolensis, tidigare  Sansevieria cylindrica) är en art i familjen Sparrisväxter och kommer ursprungligen från Angola och Zambia. Arten odlas som krukväxt i Sverige.
Pinnliljan är en flerårig ört utan ovanjordiska stammar eller stjälkar. De suckulenta bladen sitter 3-4 i en tvåradig rosett, 75 till 150 cm långa som odlad inomhus men blir flera meter hög i sina hemtrakter. Bladen blir 2-3 cm tjocka vid basen och smalnar av mot den förhårdade spetsen. De är cylindriska eller elliptiska i genomskärning och gröna till vitaktigt gröna med tvärgående band av mörkare grönt. Äldre blad är inte lika tydligt bandade och får längsgående mörkt gröna, eller grönsvarta ränder. Blomställningen är en axlik klase, 35-75 cm lång på en 60-90 cm lång blomstjälk. Blommorna sitter 5-6 i täta samlingar och är vita till rosa. Blompipen blir 1,5-2,5 cm lång. Kronans flikar blir 1,5-2 cm långa, de är smala med rundade spetsar och kanterna är utåtrullade.

## Varieteter
Tre varieteter är vanliga i odling, normalformen angolensis som har upprätta blad och de två småväxta formerna patula och bonji. De två sistnämnda är neotena former som aldrig uppnår fullvuxen form och storlek.

## Skötsel
Vattnas regelbundet och gärna på fatet. Ställs ljust, gärna i direkt solljus.

## Galleri

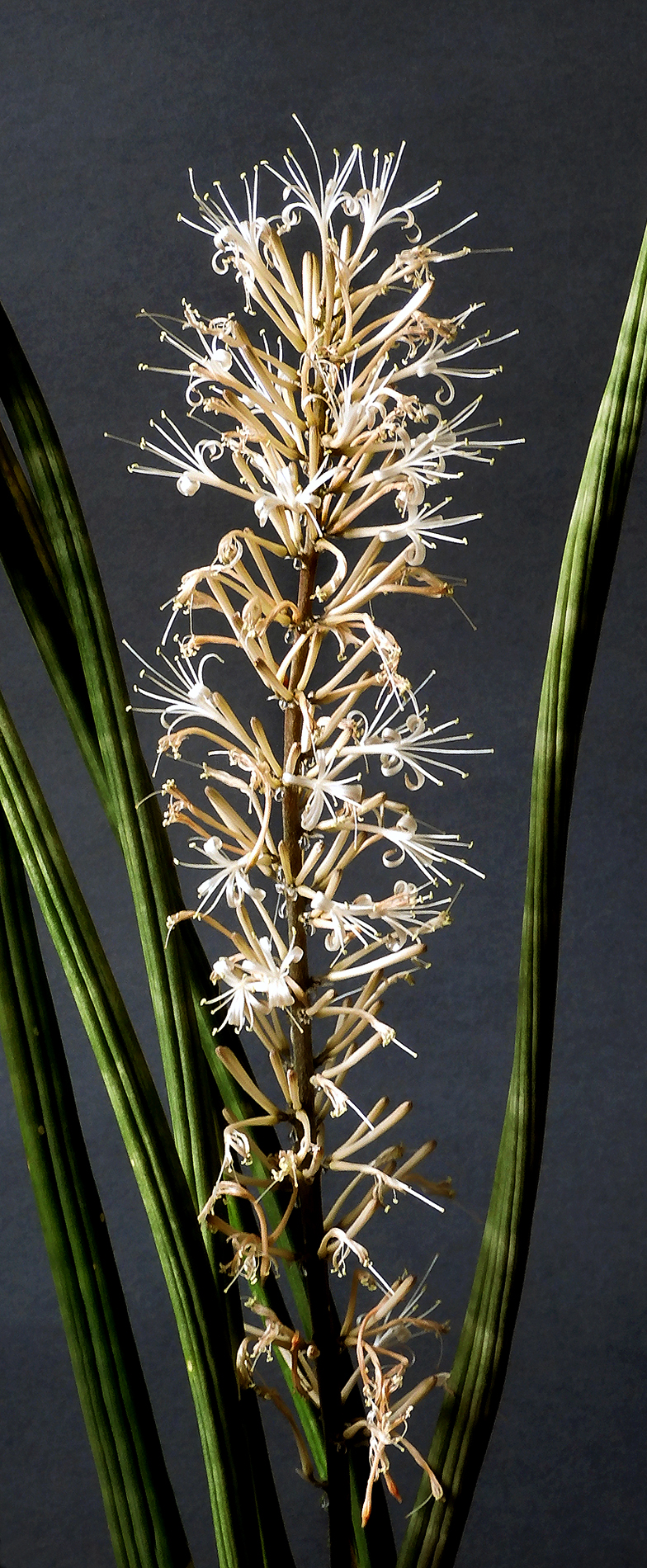
Blommande Pinnlilja.
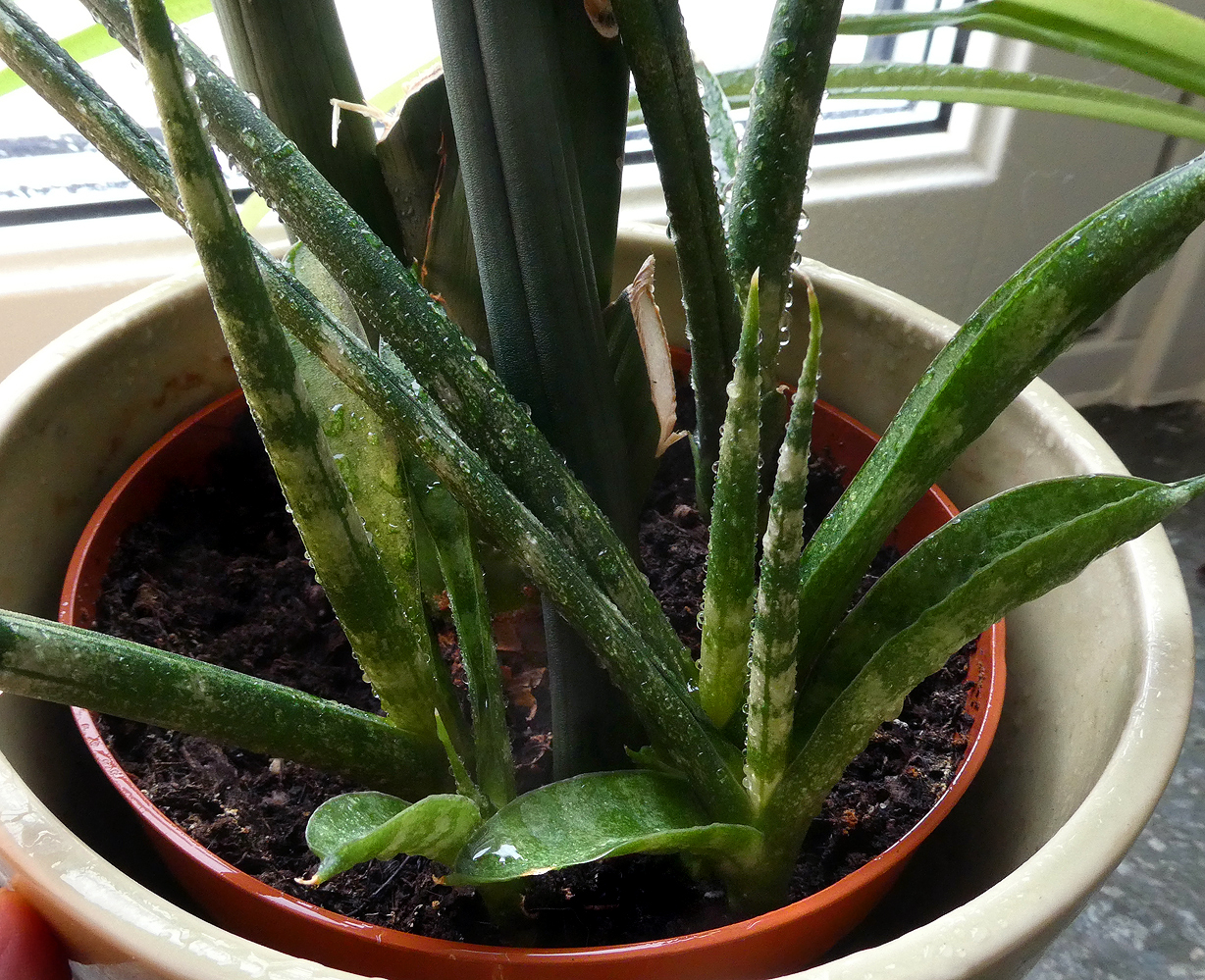
Unga skott av Pinnlilja.

## Synonymer
var. cylindrica
Acyntha cylindrica (Bojer ex Hooker) Kuntze
Cordyline cylindrica (Bojer ex Hooker) Britton
Sansevieria angolensis Welw.
Sansevieria cylindrica Bojer ex Hooker
Sansevieria livingstoniae Rendle
- Wikimedia Commons har media som rör Pinnlilja.